# Паристый, Иван Леонтьевич
Иван Леонтьевич Паристый (19 августа 1930, Бахмач, Черниговская область, УССР, СССР — 21 сентября 2005, Москва) — советский и российский работник железнодорожного транспорта, начальник Московской железной дороги с декабря 1978 года по март 1999 года. Заслуженный работник транспорта СССР (1991). Почётный гражданин города Москвы (1997) и города Брянска.
Единственный начальник МЖД, который руководил Московской магистралью и в советскую, и в российскую эпоху. Единственный начальник МЖД, вся деятельность которого на протяжении жизни прошла только на Московской железной дороге.
Депутат Верховного Совета РСФСР 11-го созыва.

## Биография
Иван Леонтьевич Паристый родился в 1930 году в семье железнодорожника. Трудовую биографию начал в 1954 году с должности дежурного по станции в Брянске, вскоре освоил и стал разбираться в разных железнодорожных профессиях. После окончания с отличием Днепропетровского института инженеров железнодорожного транспорта работал на различных должностях в Брянском отделении Московской железной дороги. С 1962 по 1968 год он был начальником Брянского отделения.
В 1968 году назначен заместителем начальника ордена Ленина Московской железной дороги. С декабря 1978 по март 1999 года Паристый, придя на смену Леониду Карпову, работал в должности начальника Московской магистрали. К основным проектам, осуществлённым на МЖД по началом Ивана Паристого, относят организацию тяжеловесного движения и запуск 5 марта 1980 года первого в мире грузового поезда весом 10 тыс. тонн, реконструкцию Большого окружного кольца, выведение на полную мощность построенных при его предшественнике в 1970 и 1976 годах сортировочных станций Орехово-Зуево и Бекасово-Сортировочное. При Паристом проведена реконструкция, сделан капитальный ремонт и возвращён исторический облик московским вокзалам — Казанскому, Киевскому, Ярославскому, Белорусскому, Павелецкому и Савёловскому. Были модернизированы крупнейшие пассажирские станции столицы: Москва-Казанская, Москва-Киевская, Москва-Павелецкая. Под началом Паристого выполнены работы по удлинению путей на 70 станциях МЖД, увеличена длина 350 высоких пассажирских платформ, что дало возможность пустить удлинённые (в том числе сдвоенные) электропоезда.
К концу 1980-х годов МЖД под руководством Паристого занимала первое место на сети железных дорог СССР по пассажирским перевозкам. Ежегодно дорога перевозила около 1,5 млрд человек, что составляет примерно треть от общей перевозки пассажиров всем железнодорожным транспортом СССР.
В 1997 году под руководством и общей редакцией И. Л. Паристого трёхтысячным тиражом была выпущена первая энциклопедическая летописная книга-альбом «Московская железная дорога». Впоследствии эта книга актуализировалась и переиздавалась к юбилеям МЖД в 2009, 2014 и 2019 годах.
В 1997 году за выдающиеся заслуги в организации работы Московской железной дороги, существенный личный вклад в строительство и восстановление исторического облика московских железнодорожных вокзалов, большую общественную деятельность И. Л. Паристому было присвоено звание Почётный гражданин города Москвы. Он был удостоен этого звания одним из первых после его восстановления. Паристый был членом совета старейшин при мэре Москвы, членом Комиссии по вопросам помилования.
Среди учеников И. Л. Паристого — начальники ряда железных дорог России Анатолий Володько, Сергей Козырев, Вячеслав Лемешко, Виктор Попов, Владимир Воробьёв; министр путей сообщения РФ и первый вице-президент РЖД Вадим Морозов, председатель Дорпрофжела Николай Синицын. Работавший под началом Паристого 30 лет ныне здравствующий главный инженер Малого кольца МЖД Виктор Рощевкин (род. 1931) отмечал, что «Иван Леонтьевич был очень строгим, требовательным руководителем. Но людей ценил, кадры берёг. Мог влепить выговор любому начальнику, но с работы не выгонял. Каждому давал шанс исправиться, реабилитировать себя, наверстать упущенное, наладить дело. Это и помогло вырастить на Московской железной дороге целую плеяду будущих руководителей сетевого уровня».
Паристый придавал большое значение обратной связи с пассажирами и железнодорожниками, лично читал и принимал решения по письмам и жалобам, регулярно вёл личный приём граждан и работников дороги, выяснял их нужды, мнения и пожелания, оказывал конкретную помощь в выделении жилплощади работникам МЖД. В период массовых задержек выплаты заработной платы в России в 1990-х годах Паристый добился, чтобы все работники Московской железной дороги регулярно, дважды в месяц, получали аванс и зарплату.
Иван Леонтьевич Паристый скончался 21 сентября 2005 года. Похоронен на Кузьминском кладбище, рядом со своим злодейски убитым тремя годами ранее сыном Сергеем.

## Семья и потомки-железнодорожники

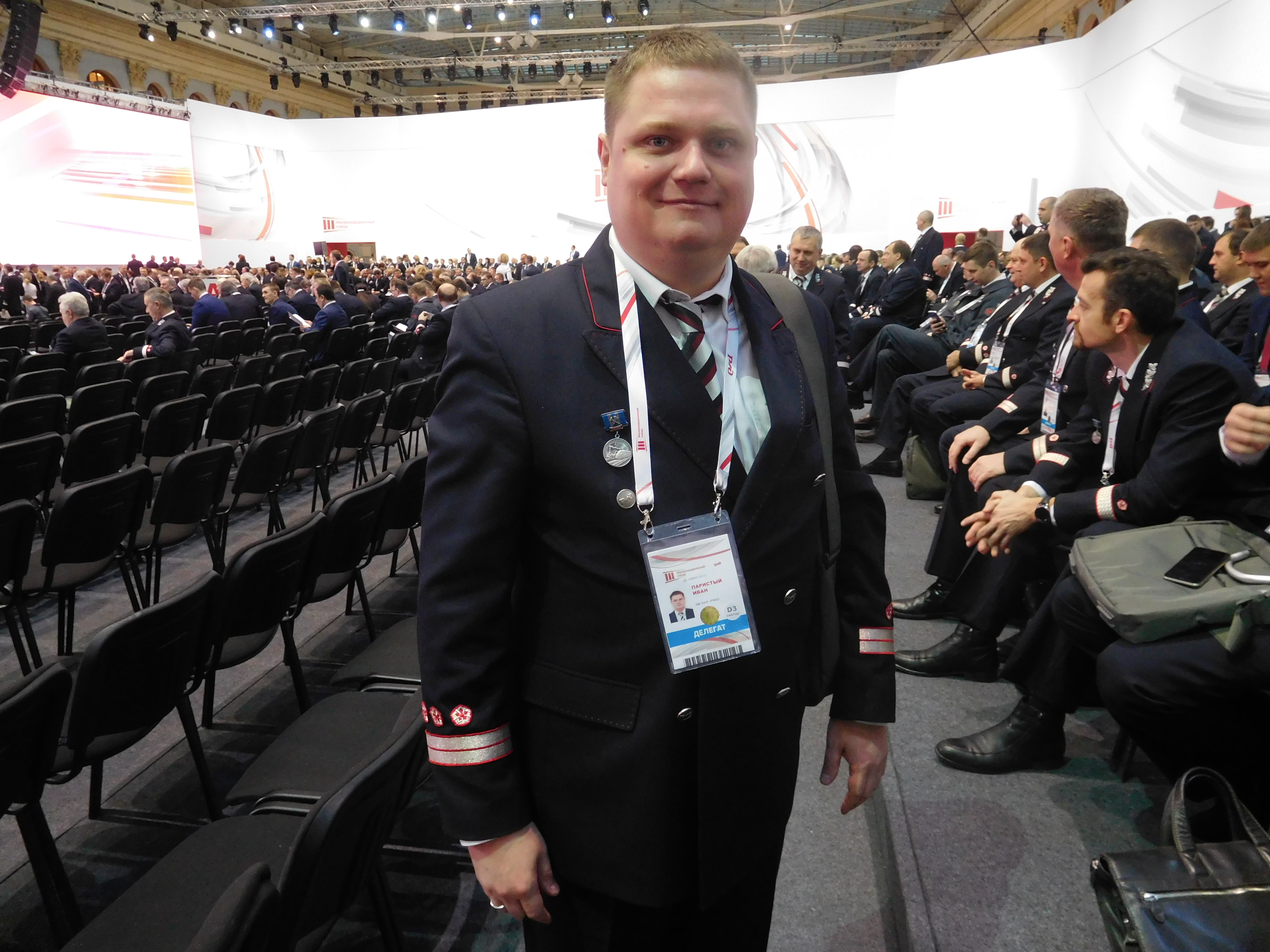
Заместитель начальника МЖД Иван Паристый — внук. 2017 год

Паристый был женат дважды, пережил обеих супруг, скончавшихся от онкологических заболеваний. Первая жена — Татьяна Николаевна, от неё двое сыновей — Андрей и Сергей (оба железнодорожники), внуки — Екатерина, Дмитрий и Иван.
Сын Андрей — железнодорожник, в прошлом начальник Московского отделения Октябрьской железной дороги.
Сын Сергей (1960— 20 августа 2002) — железнодорожник, заместитель начальника МЖД по взаимодействию с регионами. Убит при исполнении служебных обязанностей мафиозной группировкой в Москве возле своего дома на улице Маленковской в результате заказного покушения. В сфере деятельности С. И. Паристого находились вопросы передачи объектов социальной сферы МЖД муниципальным властям, проблемы компенсации региональными властями пригородных пассажирских перевозок, налогообложение предприятий МЖД, привлечение средств для строительства новых железных дорог и борьба со злоупотреблениями в системе продажи железнодорожных билетов на поезда дальнего следования. Пресса отмечала, что Сергей Паристый активно лоббировал передачу Ленинградского вокзала, находящегося, как и вся линия от Санкт-Петербурга до Москвы, в ведении Октябрьской железной дороги, на баланс Московской железной дороги. Вдова С. И. Паристого Людмила руководила отделом реализации и резервирования проездных билетов Центра организации обслуживания пассажиров МПС России, имела прямое отношение к продаже и распределению железнодорожных билетов между турфирмами; обвиняла в убийстве мужа азербайджанскую «билетную мафию». В СМИ указывалось, что семья Паристого привыкла «жить на широкую ногу» и имела много долгов; по совокупности обстоятельств находилась под пристальным наблюдением российских спецслужб.
В августе 2017 года в честь Паристого был открыт символический камень с названием проезда Ивана Паристого в столичном районе Лефортово. Инициаторами установки символического камня стали начальник МЖД Владимир Молдавер и председатель Дорпрофжела на МЖД Николай Синицын.
Дело И. Л. Паристого ныне продолжает его внук Иван Сергеевич Паристый — заместитель начальника МЖД по Московско-Курскому региону Московской железной дороги, разработчик проектов бережливого производства. Второй внук Дмитрий Сергеевич Паристый — руководитель проекта в строительной компании «Гелиос», возводит Ледовый дворец в Лужниках.

## Награды

Мемориальная доска Ивану Паристому в здании Управления Московской железной дороги

### Награды Российской Федерации
- Орден «За заслуги перед Отечеством» III степени[16] (10 декабря 1998) — за заслуги перед государством, большой личный вклад в развитие железнодорожного транспорта
- Орден «За заслуги перед Отечеством» IV степени[17] (11 мая 1995) — за заслуги перед государством, успехи, достигнутые в труде, большой вклад в укрепление дружбы и сотрудничества между народами
- Благодарность Президента Российской Федерации (4 сентября 1997 года) — за большие достижения в развитии спорта и в связи со 100-летием отечественного футбола[18].

### Награды СССР
- 2 ордена Ленина
- 2 ордена Трудового Красного Знамени
- Орден Октябрьской Революции
- медали

### Почётные звания
- Заслуженный работник транспорта СССР[19] (21 декабря 1991 года) — за большой личный вклад в разработку и реализацию системы движения длинносоставных и тяжеловесных поездов, внедрение достижений научно-технического прогресса и высокие технико-экономические показатели
- звание «Почётный гражданин города Брянска»[20] (1976)

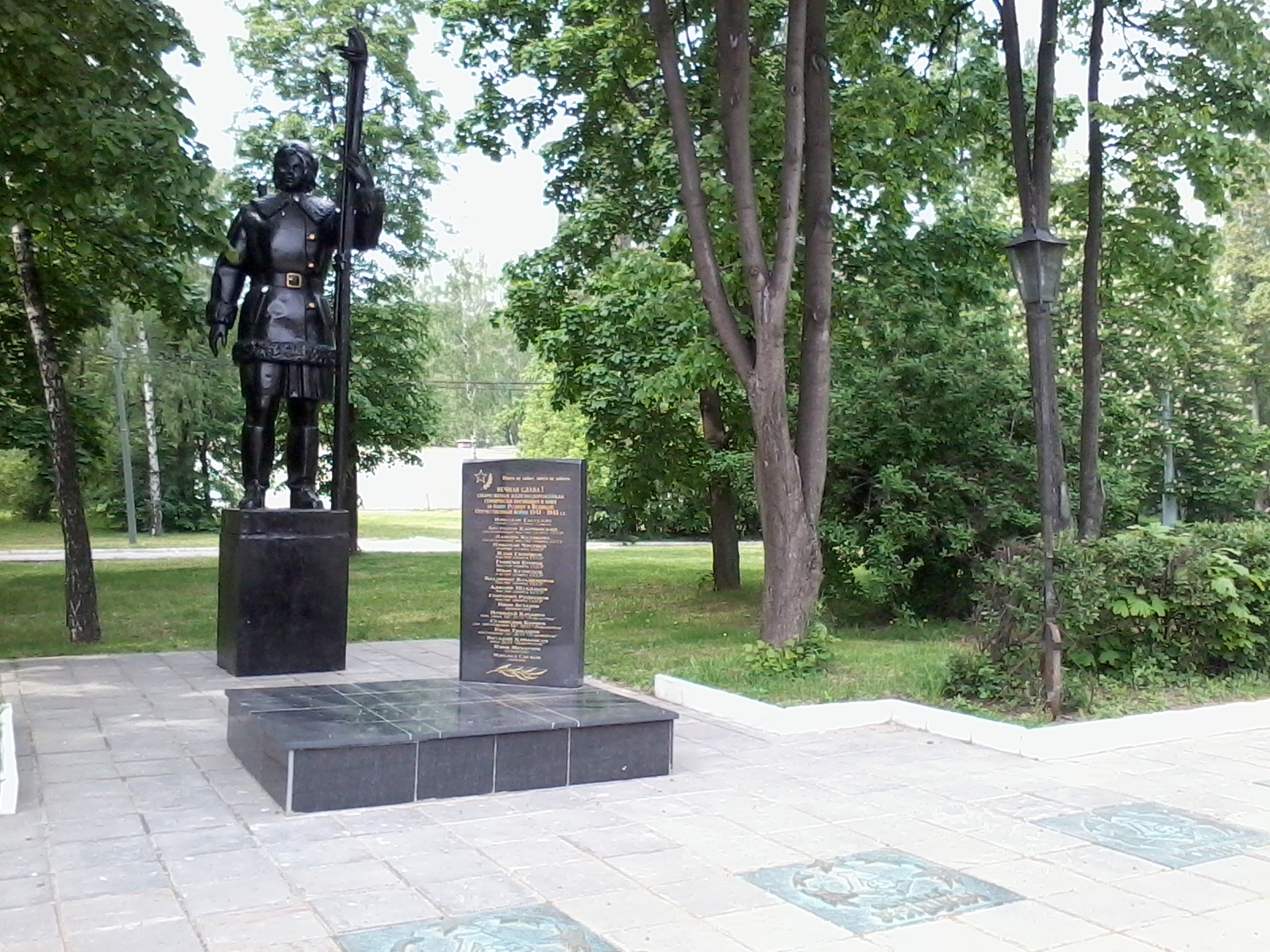
Аллея Славы

- звание «Почётный гражданин города Москвы»[21] (17 сентября 1997 года) — за выдающиеся заслуги в организации работы Московской железной дороги, существенный личный вклад в строительство и восстановление исторического облика Московских железнодорожных вокзалов, большую общественную деятельность

## Память
- Имя «Иван Паристый» носят поезда ФПК ОАО РЖД Брянск — Москва — Брянск (№ 737А/738А, № 739А/740А, № 741В/742В)[22].
- Проезд Ивана Паристого в Москве[11].
- Его имя увековечено на Аллее славы стадиона «РЖД Арена».[23]
- На территории НУЗ "Дорожная клиническая больница им. Н. А. Семашко на ст. Люблино ОАО «РЖД» / (г. Москва, Ставропольская ул., домовл. 23, корп. 1) перед входом в хирургический корпус установлен памятник
- 19 августа 2020 года в управлении МЖД у памятной доски состоялся телемост между Москвой и Брянском, приуроченный к 90-летию Ивана Паристого[24].